# Ilztal
Ilztal là một đô thị thuộc huyện Weiz thuộc bang Steiermark, nước Áo. Đô thị Ilztal có diện tích 16,03 km², dân số thời điểm cuối năm 2005 là 1719 người.